# Clinton (Míchigan)
Clinton es una villa ubicada en el condado de Lenawee en el estado estadounidense de Míchigan. En el Censo de 2010 tenía una población de 2336 habitantes y una densidad poblacional de 480,26 personas por km².

## Geografía
Clinton se encuentra ubicada en las coordenadas 42°4′4″N 83°57′57″O / 42.06778, -83.96583. Según la Oficina del Censo de los Estados Unidos, Clinton tiene una superficie total de 4.86 km², de la cual 4.77 km² corresponden a tierra firme y (1.86%) 0.09 km² es agua.

## Demografía
Según el censo de 2010, había 2336 personas residiendo en Clinton. La densidad de población era de 480,26 hab./km². De los 2336 habitantes, Clinton estaba compuesto por el 96.58% blancos, el 0.17% eran afroamericanos, el 0.51% eran amerindios, el 0.68% eran asiáticos, el 0.04% eran isleños del Pacífico, el 0.43% eran de otras razas y el 1.58% pertenecían a dos o más razas. Del total de la población el 2.44% eran hispanos o latinos de cualquier raza.